# Rüdiger Wolff
Rüdiger Wolff (* 30. Mai 1953 in Eckernförde als Rüdiger Pollack; † 14. Dezember 2023 in Hamburg) war ein deutscher Schauspieler, Moderator sowie Sänger, Komponist und Texter. Wolff ist der Vater von Katharina Wolff.

## Leben
Wolff wuchs in Flensburg auf und hatte dort im Alter von acht Jahren in der Kirche St. Michael seinen ersten Gesangsauftritt. Vier Jahre später wurde er ausgewählt, einen der drei Knaben in Mozarts Zauberflöte an den Städtischen Bühnen seiner Heimatstadt zu singen. Nach kleineren Rollen an diesem Theater spielte er dann dort 1973 an der „Niederdeutschen Bühne“ (NDB) seine erste Hauptrolle und studierte zunächst an der Universität Hamburg Germanistik und Geschichte. Am „Hamburgischen Schauspielstudio“ absolvierte er eine Schauspielausbildung. Sein erstes Engagement führte ihn nach Hannover, wo er die männliche Hauptrolle in der Oper Aufstieg und Fall der Stadt Mahagonny von Bert Brecht und Kurt Weill sang. Weitere Stationen waren Kiel, München, Hamburg und  das „Theater des Westens“ in Berlin.

## Karriere

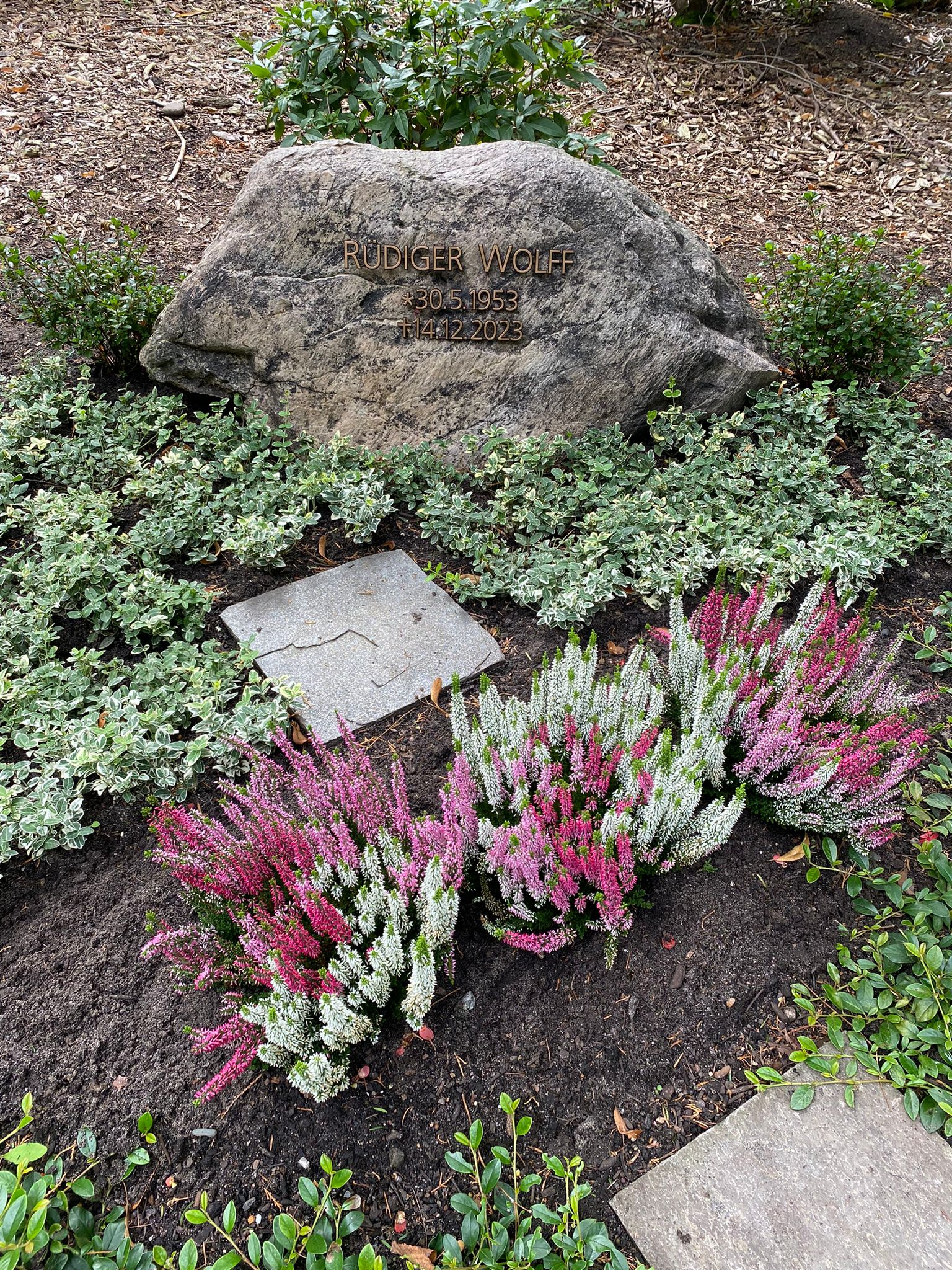
Grabstätte auf dem Friedhof Ohlsdorf

Als Sänger veröffentlichte er 30 Singles und sechs Alben. Balladen wie Wohin geh’n wir, Mein Herz bleibt bei Dir und Die Sonne geht auf hielten sich wochenlang in den Airplay-Charts. Besonders erfolgreich war die fast 10-jährige Zusammenarbeit mit seiner Tochter Katharina. Gemeinsam landeten die beiden Radio-Hits wie Mit Dir zusammen, Liebe gibt und vor allem Es muss Liebe sein. Mit eigenen Vertonungen von Erich Kästner-, Wilhelm Busch- und Theodor Storm-Gedichten gastierte Wolff in ganz Deutschland. Alljährlich war er zur Weihnachtszeit mit seinen Musikern und dem Konzertprogramm Nordische Weihnacht auf Tournee. Allein und auch mit seiner Tochter Katharina war er zu Gast in über 60 Fernsehshows wie Willkommen bei Carmen Nebel (ZDF), Die Goldene Eins (ARD), Weihnachten mit Marianne und Michael (ZDF), ZDF-Fernsehgarten, Immer wieder sonntags (ARD), tele-illustrierte (ZDF), Musik für Sie (MDR), Aktuelle Schaubude (NDR) u. v. a.
Nach Auftritten in Fernsehshows engagierte zunächst SAT.1 ihn als Moderator. Anschließend wechselte Wolff zum NDR, für den er über fünf Jahre die Aktuelle Schaubude präsentierte. Nach einer Beschäftigung beim ZDF (Länderjournal und tele-illustrierte) bekam er beim Fernsehen des Norddeutschen Rundfunks eine eigene Talkshow  unter dem Titel Talk im Fährhaus. Außerdem moderierte er ab 1995 beim Radiosender NDR 4, dem Vorgänger von NDR Info.
Ab 2000 wurde die Fernsehreihe Wunderschöner Norden produziert, in der er als Sänger und Moderator auftrat. Weitere Sendungen mit Rüdiger Wolff waren Heimat in der Ferne, Nordzeit, Lieder klingen über’s Meer sowie zahlreiche Specials, u. a. Der große Abend der Volksschauspieler, Der große Inge-Meysel-Abend, Das Wunschkonzert der Operette und Traummelodien am Kap (in Zusammenarbeit mit dem südafrikanischen Fernsehen). Für die ARD moderierte er Das Lied zum Glück und Ein Platz an der Sonne.
Zudem wirkte er als Schauspieler an Fernsehproduktionen wie Tatort, Großstadtrevier, Heimatgeschichten, Tanja, Der Mond scheint auch für Untermieter, Neues vom Süderhof und Die Kinder vom Alstertal mit. Ab Oktober 2005 arbeitete Wolff regelmäßig am Ohnsorg-Theater in Hamburg und spielte und sang dort u. a. die Titelpartie im „Fliegenden Holländer“ nach der Oper von Richard Wagner.
2013 feierte er sein 40-jähriges Bühnenjubiläum. Im Jahr darauf wurde bei Wolff die unheilbare Krankheit Amyotrophe Lateralsklerose (ALS) diagnostiziert. Im August 2018 veröffentlichte er das Album Dideldum! mit 15 selbstkomponierten Chansons mit Texten von Wilhelm Busch.
Rüdiger Wolff fand seine letzte Ruhestätte auf dem Friedhof Ohlsdorf. Sie liegt im Planquadrat U 6 unweit des Forums an der Talstraße.

## Engagement für den Naturschutz
Im NABU engagierte sich Wolff als Schirmherr für den Schutz und Erhalt der Störche in Norddeutschland und war offizieller Botschafter seiner Heimatstadt Flensburg.

## Werke
- Ut mien Heimat: Geschichten un Leeder. Quickborn Verlag, Hamburg 2002, ISBN 3-87651-243-3.

## Diskographie

### Alben
- Dideldum (Himmelszelt, Records, 2018)
- Stationen (Himmelszelt Records, 2018)
- Sündhaft Blau (Himmelszelt Records, 2015)
- Die Zeit fährt Auto (Himmelszelt Records, 2012)
- Weihnacht mit Dir (Akasa Records, 2009)
- Dreizehn Lieder – Rüdiger Wolff singt Theodor Storm (Akasa Records, 2008)
- Liebe gibt (MCP Sound & Media, 2006) (mit Katharina Wolff)
- Mit Dir zusammen (Lacrima Records, 2005)
- Nordischer Himmel (Ganser & Hanke Media, 2003)
- Tu's aus Liebe (Ganser & Hanke Media, 2002)
- Bis wir uns wiederseh'n (Ganser & Hanke Media, 2001)
- Wenn Du gehst (Wolff/Ramond, 2001)
- Ganz nah (QED, 2001)

### Singles
- Sogenannte Klassefrauen (Promotion-Single) (Himmelszelt Records, 2012)
- Unser Weihnachtsbaum (Promotion-Single) (Akasa Records, 2010)
- Es ist kalt draussen (Promotion-Single) (Akasa Records, 2009)
- Sag niemals nie (mit Katharina Wolff) (Promotion-Single) (Akasa Records, 2009)
- Schau, es schneit (Promotion-Single) (Akasa Records, 2008)
- Live For Your Dreams (mit Katharina Wolff als “HEARTBEAT”) (Akasa Records, 2008)
- Jetzt oder nie (mit Katharina Wolff) (MCP, 2008)
- Es muss Liebe sein (mit Katharina Wolff) (MCP, 2007)
- Ein neuer Morgen (mit Katharina Wolff) (MCP, 2006)
- Irgendwo auf der Welt (mit Katharina Wolff) (Promotion-Single) (Lacrima Records, 2006)
- Liebe gibt (mit Katharina Wolff) (Promotion-Single) (Lacrima Records, 2006)
- Sommerzeit (Lacrima Records, 2005)
- Mutter/ Mein Herz bleibt bei Dir (Instrumental-Version) (Lacrima Records, 2005)
- Mit Dir zusammen (mit Katharina Wolff) (Lacrima Records, 2005)
- Segeln mit dem Wind/ Nordischer Himmel/ Die Sonne geht auf (Ganser & Hanke Media 2004)
- Wenn der Wind sich dreht (Ganser & Hanke Media, 2003)
- Die Sonne geht auf (Ganser & Hanke Media, 2003)
- Tu’s aus Liebe (mit Katharina Wolff) Der Himmel ist weit (Remix) (Ganser & Hanke Media 2002)
- Bis wir uns wiederseh’n (mit Katharina Wolff) (Ganser & Hanke Media, 2001)
- Mein Herz bleibt bei Dir (Ganser & Hanke Media, 2001)
- Ick heff Di vun Harten leef (Promotion-Single) (QED 2001)
- Pommes mit Mayo/Sag noch nicht „Ich liebe Dich“ (QED 2001)
- Wenn Du gehst (mit Katharina Wolff)/ Halt Dich an mich (QED 2001)
- Der Himmel ist weit (G.I.B., 2000)
- Mein Herz bleibt bei Dir (G.I.B., 1999)
- Touch Of Your Smile (mit Britta von Lojewski als „HEARTBEAT“, produziert von Bernie Paul) (Virgin, 1988)
- Was aus mir wird, werden wir schon seh’n / Weil es für uns kein Gestern gibt (EMI, 1984)
- Wir sind stark / Es ist viel zu kalt (EMI, 1984)
- Für uns beide / Wie geht es weiter (EMI, 1983)
- Wohin geh’n wir / Sag noch nicht „Ich liebe Dich“ (EMI, 1983)
- Daddy’s Disco / Heut bleibt das Fernseh’n aus (Teldec, 1979)